# دانشگاه پوارتسیا
دانشگاه پوارتسیا (به لاتین: Pavarësia University) یک دانشگاه در آلبانی است که در ولوره (آلبانی) واقع شده است.